# Atletisme als Jocs Asiàtics de 2018
L'atletisme als Jocs Asiàtics de 2018 es disputa a l'Estadi Gelora Bung Karno, Jakarta, Indonèsia del 25 al 30 d'agost.

## Medaller
| Pos.  | País            | Or | Plata | Bronze | Total |
| 1     | R.P. de la Xina | 12 | 12    | 9      | 33    |
| 2     | Bahrain         | 12 | 6     | 7      | 25    |
| 3     | Índia           | 7  | 10    | 2      | 19    |
| 4     | Japó            | 6  | 2     | 10     | 18    |
| 5     | Qatar           | 4  | 2     | 1      | 7     |
| 6     | Iran            | 2  | 1     | 0      | 3     |
| 7     | Uzbekistan      | 1  | 2     | 1      | 4     |
| 8     | Corea del Sud   | 1  | 1     | 3      | 5     |
| 8     | Vietnam         | 1  | 1     | 3      | 5     |
| 10    | Kirguizstan     | 1  | 1     | 0      | 2     |
| 11    | Tailàndia       | 0  | 2     | 1      | 3     |
| 12    | Xina Taipei     | 0  | 2     | 0      | 2     |
| 13    | Kazakhstan      | 1  | 1     | 5      | 7     |
| 14    | Indonèsia       | 0  | 1     | 1      | 2     |
| 15    | Tadjikistan     | 0  | 1     | 0      | 1     |
| 15    | Iraq            | 0  | 1     | 0      | 1     |
| 17    | Hong Kong       | 0  | 0     | 1      | 1     |
| 17    | Corea del Nord  | 0  | 0     | 1      | 1     |
| 17    | Pakistan        | 0  | 0     | 1      | 1     |
| 17    | Síria           | 0  | 0     | 1      | 1     |
| 17    | Kuwait          | 0  | 0     | 1      | 1     |
| Total | Total           | 25 | 46    | 93     | 164   |

## Resultats

### Homes
| Event                  | Or                                                                                 | Or             | Plata                                                                         | Plata      | Bronze                                                            | Bronze    |
| 100 m                  | Su Bingtian · R.P. de la Xina                                                      | 9,92 GR        | Tosin Ogunode · Qatar                                                         | 10,00 PB   | Ryota Yamagata · Japó                                             | 10,00 =PB |
| 200 m                  | Yuki Koike · Japó                                                                  | 20,23 PB       | Yang Chun-han · Xina Taipei                                                   | 20,23 NR   | Salem Eid Yaqoob · Bahrain                                        | 20,55     |
| 400 m                  | Abdalelah Hassan · Qatar                                                           | 44,89          | Muhammed Anas · Índia                                                         | 45,69      | Ali Khamis · Bahrain                                              | 45,70     |
| 800 m                  | Manjit Singh · Índia                                                               | 1:46,15 PB     | Jinson Johnson · Índia                                                        | 1:46,35    | Abubaker Haydar Abdalla · Qatar                                   | 1:46,38   |
| 1500 m                 | Jinson Johnson · Índia                                                             | 3:44,72        | Amir Moradi · Iran                                                            | 3:45,62 SB | Mohammed Ayoub Tiouali · Bahrain                                  | 3:45,88   |
| 5000 m                 | Birhanu Balew · Bahrain                                                            | 13:43,17       | Albert Kibichii Rop · Bahrain                                                 | 13:43,76   | Tariq Ahmed Al-Amri · Aràbia Saudita                              | 13:56,49  |
| 10000 m                | Hassan Chani · Bahrain                                                             | 28:35,54       | Abraham Cheroben · Bahrain                                                    | 29:00,29   | Zhao Changhong · R.P. de la Xina                                  | 30:07,49  |
| 110 m tanques          | Xie Wenjun · R.P. de la Xina                                                       | 13,34 SB       | Chen Kuei-ru · Xina Taipei                                                    | 13,39 NR   | Shunya Takayama · Japó                                            | 13,48     |
| 400 m tanques          | Abderrahman Samba · Qatar                                                          | 47,66 GR       | Ayyasamy Dharun · Índia                                                       | 48,96 NR   | Takatoshi Abe · Japó                                              | 49,12     |
| 3000 m obstacles       | Hossein Keihani · Iran                                                             | 8:22,79 GR, NR | Yaser Bagharab · Qatar                                                        | 8:28,21    | Kazuya Shiojiri · Japó                                            | 8:29,42   |
| 4 × 100 m relleus      | Japó Ryota Yamagata · Shuhei Tada · Yoshihide Kiryū · Asuka Cambridge              | 38,16          | Indonèsia Mohd Fadlin · Lalu Muhammad Zohri · Eko Rimbawan · Bayu Kertanegara | 38,77 NR   | R.P. de la Xina Xu Haiyang · Mi Hong · Su Bingtian · Xu Zhouzheng | 38,89     |
| 4 × 400 m relleus      | Qatar Abderrahman Samba · Mohamed Nasir Abbas · Mohamed El Nour · Abdalelah Haroun | 3:00,56 AR     | Índia Kunhu Muhammed · Ayyasamy Dharun · Muhammed Anas · Arokia Rajiv         | 3:01,85    | Japó Julian Walsh · Yuki Koike · Takatoshi Abe · Shōta Iizuka     | 3:01,94   |
| Marató                 | Hiroto Inoue · Japó                                                                | 2:18:22        | El Hassan El-Abbassi · Bahrain                                                | 2:18:22    | Duo Bujie · R.P. de la Xina                                       | 2:18:48   |
| 20 km marxa            | Wang Kaihua · R.P. de la Xina                                                      | 1:22:04        | Toshikazu Yamanishi · Japó                                                    | 1:22:10    | Jin Xiangqian · R.P. de la Xina                                   | 1:25:41   |
| 50 km marxa            | Hayato Katsuki · Japó                                                              | 4:03:30        | Wang Qin · R.P. de la Xina                                                    | 4:06:48    | Joo Hyun-myeong · Corea del Sud                                   | 4:10:21   |
| Salt d'alçada          | Wang Yu · R.P. de la Xina                                                          | 2,30           | Woo Sang-hyeok · Corea del Sud                                                | 2,28 SB    | Majededdin Ghazal · Síria                                         | 2,24      |
| Salt d'alçada          | Wang Yu · R.P. de la Xina                                                          | 2,30           | Woo Sang-hyeok · Corea del Sud                                                | 2,28 SB    | Naoto Tobe · Japó                                                 | 2,24      |
| Salt amb perxa         | Seito Yamamoto · Japó                                                              | 5,70 GR        | Yao Jie · R.P. de la Xina                                                     | 5,50       | Patsapong Amsam-Ang · Tailàndia                                   | 5,50 NR   |
| Salt de longitud       | Wang Jianan · R.P. de la Xina                                                      | 8,24 GR        | Zhang Yaoguang · R.P. de la Xina                                              | 8,15 SB    | Sapwaturrahman · Indonèsia                                        | 8,09 NR   |
| Triple salt            | Arpinder Singh · Índia                                                             | 16,77          | Ruslan Kurbanov · Uzbekistan                                                  | 16,62 PB   | Cao Shuo · R.P. de la Xina                                        | 16,56     |
| Llançament de pes      | Tejinder Pal Singh Toor · Índia                                                    | 20,75 GR       | Liu Yang · R.P. de la Xina                                                    | 19,52      | Ivan Ivanov · Kazakhstan                                          | 19,40     |
| Llançament de disc     | Ehsan Hadadi · Iran                                                                | 65,71          | Mustafa Al-Saamah · Iraq                                                      | 60,09      | Essa Mohammed Al-Zankawi · Kuwait                                 | 59,44     |
| Llançament de martell  | Ashraf El-Seify · Qatar                                                            | 76,88          | Dilshod Nazarov · Tadjikistan                                                 | 74,16      | Sukhrob Khodjaev · Uzbekistan                                     | 74,06 SB  |
| Llançament de javelina | Neeraj Chopra · Índia                                                              | 88,06 NR       | Liu Qizhen · R.P. de la Xina                                                  | 82,22 PB   | Arshad Nadeem · Pakistan                                          | 80,75 NR  |
| Decatló                | Keisuke Ushiro · Japó                                                              | 7878           | Sutthisak Singkhon · Tailàndia                                                | 7809 NR    | Akihiko Nakamura · Japó                                           | 7738      |

### Dones
| Event                  | Or                                                                                   | Or         | Plata                                                                      | Plata       | Bronze                                                                              | Bronze     |
| 100 m                  | Edidiong Odiong · Bahrain                                                            | 11,30      | Dutee Chand · Índia                                                        | 11,32       | Wei Yongli · R.P. de la Xina                                                        | 11,33      |
| 200 m                  | Edidiong Odiong · Bahrain                                                            | 22,96      | Dutee Chand · Índia                                                        | 23,20       | Wei Yongli · R.P. de la Xina                                                        | 23,27      |
| 400 m                  | Salwa Eid Naser · Bahrain                                                            | 50,09 GR   | Hima Das · Índia                                                           | 50,79 NR    | Elina Mikhina · Kazakhstan                                                          | 52,63      |
| 800 m                  | Wang Chunyu · R.P. de la Xina                                                        | 2:01,80 SB | Margarita Mukasheva · Kazakhstan                                           | 2:02,40     | Manal El-Bahraoui · Bahrain                                                         | 2:02,69    |
| 1500 m                 | Kalkidan Gezahegne · Bahrain                                                         | 4:07,88    | Tigist Gashaw · Bahrain                                                    | 4:09,12     | Palakkeezhil Unnikrishnan Chithra · Índia                                           | 4:12,56    |
| 5000 m                 | Kalkidan Gezahegne · Bahrain                                                         | 15:08,08   | Darya Maslova · Kirguizstan                                                | 15:30,57    | Bontu Rebitu · Bahrain                                                              | 15:36,78   |
| 10000 m                | Darya Maslova · Kirguizstan                                                          | 32:07,23   | Eunice Chumba · Bahrain                                                    | 32:11,12    | Zhang Deshun · R.P. de la Xina                                                      | 32:12,78   |
| 110 m tanques          | Jung Hye-lim · Corea del Sud                                                         | 13,20      | Emilia Nova · Indonèsia                                                    | 13,33 PB    | Lui Lai Yiu · Hong Kong                                                             | 13,42 PB   |
| 400 m tanques          | Kemi Adekoya · Bahrain                                                               | 54,48 GR   | Quách Thị Lan · Vietnam                                                    | 55,30 NR    | Aminat Jamal · Bahrain                                                              | 55,65      |
| 3000 m obstacles       | Winfred Mutile Yavi · Bahrain                                                        | 9:36,52    | Sudha Singh · Índia                                                        | 9:40,03     | Nguyễn Thị Oanh · Vietnam                                                           | 9:43,83 NR |
| 4 × 100 m relleus      | Bahrain Iman Essa Jasim · Edidiong Odiong · Hajar Alkhaldi · Salwa Eid Naser         | 42,73 GR   | R.P. de la Xina Liang Xiaojing · Wei Yongli · Ge Manqi · Yuan Qiqi         | 42,84       | Kazakhstan Viktoriya Zyabkina · Elina Mikhina · Svetlana Golendova · Olga Safronova | 43,82      |
| 4 × 400 m relleus      | Índia Hima Das · Machettira Raju Poovamma · Sarita Gayakwad · Velluva Koroth Vismaya | 3:28,72    | Bahrain Aminat Jamal · Iman Essa Jasim · Edidiong Odiong · Salwa Eid Naser | 3:30,61     | Vietnam Nguyễn Thị Oanh · Nguyễn Thị Hằng · Hoàng Thị Ngọc · Quách Thị Lan          | 3:33,23 SB |
| Marató                 | Rose Chelimo · Bahrain                                                               | 2:34:51    | Keiko Nogami · Japó                                                        | 2:36:27     | Kim Hye-song · Corea del Nord                                                       | 2:37:20    |
| 20 km marxa            | Yang Jiayu · R.P. de la Xina                                                         | 1:29:15 GR | Qieyang Shenjie · R.P. de la Xina                                          | 1:29:15 =GR | Kumiko Okada · Japó                                                                 | 1:34:02    |
| Salt d'alçada          | Svetlana Radzivil · Uzbekistan                                                       | 1,96 GR    | Nadiya Dusanova · Uzbekistan                                               | 1,94 SB     | Nadezhda Dubovitskaya · Kazakhstan                                                  | 1,84       |
| Salt amb perxa         | Li Ling · R.P. de la Xina                                                            | 4,60 GR    | Chayanisa Chomchuendee · Tailàndia                                         | 4,30 PB     | Lim Eun-ji · Corea del Sud                                                          | 4,20 SB    |
| Salt de longitud       | Bùi Thị Thu Thảo · Vietnam                                                           | 6,55 SB    | Neena Varakil · Índia                                                      | 6,51        | Xu Xiaoling · R.P. de la Xina                                                       | 6,50       |
| Triple salt            | Olga Rypakova · Kazakhstan                                                           | 14,26      | Parinya Chuimaroeng · Tailàndia                                            | 13,93       | Vũ Thị Mến · Vietnam                                                                | 13,93 SB   |
| Llançament de pes      | Gong Lijiao · R.P. de la Xina                                                        | 19,66      | Gao Yang · R.P. de la Xina                                                 | 17,64       | Noora Jasim · Bahrain                                                               | 17,11      |
| Llançament de disc     | Chen Yang · R.P. de la Xina                                                          | 65,12      | Feng Bin · R.P. de la Xina                                                 | 64,25       | Seema Antil · Índia                                                                 | 62,26      |
| Llançament de martell  | Luo Na · R.P. de la Xina                                                             | 71,42      | Wang Zheng · R.P. de la Xina                                               | 70,86       | Hitomi Katsuyama · Japó                                                             | 62,95      |
| Llançament de javelina | Liu Shiying · R.P. de la Xina                                                        | 66,09 GR   | Lü Huihui · R.P. de la Xina                                                | 63,16       | Kim Kyung-ae · Corea del Sud                                                        | 56,74      |
| Heptatló               | Swapna Barman · Índia                                                                | 6026 PB    | Wang Qingling · R.P. de la Xina                                            | 5954        | Yuki Yamasaki · Japó                                                                | 5873 PB    |